# Куп СР Југославије у фудбалу 1995/96.
Куп Савезне Републике Југославије у фудбалу 1995/96. била је четврта сезона националног фудбалског купа СР Југославије . Бранилац титуле била је београдска Црвена звезда. Уједно су и одбранили титулу, пошто су, у финалу, победили Партизан укупним резултатом 6:1.

## Прво коло
| Тим 1                 | Тим 2             | Резултат    |
| --------------------- | ----------------- | ----------- |
| Црвена звезда         | Нови Пазар        | 6:1         |
| Инђија                | Партизан          | 0:5         |
| Нови Сад              | Обилић            | 4:2         |
| Бадњевац              | Војводина         | 2:1         |
| ОФК Кикинда           | Лозница           | 3:5         |
| Рудар Пљевља          | Рад               | 2:3         |
| Црвена стијена        | Напредак Крушевац | 1:8         |
| Чукарички             | Земун             | 2:1         |
| Раднички Нови Београд | Будућност Ваљево  | 4:1         |
| Младост Лучани        | Хајдук Кула       | 2:0         |
| Сутјеска              | Бечеј             | 1:0         |
| Слобода Ужице         | Раднички Ниш      | 0:2         |
| Борац Чачак           | Морнар            | 4:0         |
| Будућност Подгорица   | Динамо Панчево    | 3:3 (5:4 п) |
| ОФК Београд           | Приштина          | 1:2         |
| Спартак Суботица      | Пролетер Зрењанин | 1:2         |

## Друго коло
| Тим #1                | рез.                | Тим #2              | прва утакмица | друга утакмица |
| --------------------- | ------------------- | ------------------- | ------------- | -------------- |
| Раднички Нови Београд | 0:4                 | Црвена звезда       | 0:1           | 0:3            |
| Младост Лучани        | 1:7                 | Партизан            | 1:2           | 0:5            |
| Нови Сад              | 2:1                 | Сутјеска            | 1:0           | 1:1            |
| Раднички Ниш          | 1:2                 | Бадњевац            | 1:1           | 0:1            |
| Лозница               | 2:2 (гол у гостима) | Борац Чачак         | 1:0           | 1:2            |
| Рад                   | 4:1                 | Будућност Подгорица | 4:0           | 0:1            |
| Приштина              | 1:4                 | Напредак Крушевац   | 1:0           | 0:4            |
| Чукарички             | 5:3                 | Пролетер Зрењанин   | 3:0           | 2:3            |

## Четвртфинале
| Тим #1   | рез.                | Тим #2            | прва утакмица | друга утакмица |
| -------- | ------------------- | ----------------- | ------------- | -------------- |
| Бадњевац | 5:3                 | Чукарички         | 1:1           | 1:0            |
| Лозница  | 3:8                 | Црвена звезда     | 2:2           | 1:6            |
| Нови Сад | 3:3 (гол у гостима) | Напредак Крушевац | 2:0           | 1:2            |
| Рад      | 1:2                 | Партизан          | 0:0           | 1:2            |

## Полуфинале
| Тим #1   | рез. | Тим #2        | прва утакмица | друга утакмица |
| -------- | ---- | ------------- | ------------- | -------------- |
| Бадњевац | 2:3  | Партизан      | 1:1           | 1:2            |
| Нови Сад | 0:7  | Црвена звезда | 0:4           | 0:3            |

## Финале

### Прва утакмица
| Црвена звезда                               | 3 : 0    | Партизан |
| ------------------------------------------- | -------- | -------- |
| Јовичић 8’ · Крупниковић 37’ · Живковић 51’ | Извештај |          |

### Друга утакмица
| Партизан      | 1 : 3    | Црвена звезда                                         |
| ------------- | -------- | ----------------------------------------------------- |
| Вукићевић 62’ | Извештај | П. Станковић 45’ · Крупниковић 65’ · Д. Станковић 79’ |

Црвена звезда је укупно славила са 6-1.